# Paola Lucisano
Paola Lucisano (...) è una produttrice cinematografica, produttrice televisiva e autrice televisiva italiana.

## Biografia
È la figlia del produttore Fulvio Lucisano e sorella di Federica Lucisano. Iniziata l'attività di produttrice negli anni 1990, all'interno della Lucisano Media Group, continuando a concentrare l'attività della società sulla produzione di film di vario genere, in special modo commedie.
Dalla metà degli anni 2000 si è specializzata nella produzione di fiction, soprattutto per la RAI, tra cui Ricomincio da me e Tutti i rumori del mondo. Nel 2014 si dedica anche alla sitcom, con Impazienti. Nel 2021 produce la prima stagione della fiction Rai Mina Settembre, diretta da Tiziana Aristarco, con protagonista Serena Rossi.

## Filmografia

### Cinema
- Luigi Proietti detto Gigi, regia di Edoardo Leo (2021)
- Power of Rome, regia di Giovanni Troilo (2022)
- Romanzo radicale, regia di Mimmo Calopresti (2022)

### Televisione
- Un difetto di famiglia, regia di Alberto Simone – film TV (2002)
- Ricomincio da me, regia di Rossella Izzo – miniserie TV (2005-2006)
- L'inchiesta, regia di Giulio Base – miniserie TV (2006)
- Due imbroglioni e... mezzo!, regia di Franco Amurri – film TV (2007)
- L'uomo della carità - Don Luigi Di Liegro, regia di Alessandro Di Robilant – miniserie TV (2007)
- Tutti i rumori del mondo, regia di Tiziana Aristarco – film TV (2007)
- Mi ricordo Anna Frank, regia di Alberto Negrin – film TV (2010)
- Due imbroglioni e... mezzo!, regia di Franco Amurri – miniserie TV (2010)
- Agata e Ulisse, regia di Maurizio Nichetti – film TV (2011)
- Il caso Enzo Tortora - Dove eravamo rimasti?, regia di Ricky Tognazzi – miniserie TV (2012)
- Il giudice meschino, regia di Carlo Carlei – miniserie TV (2014)
- Impazienti – serie TV, 6 episodi (2014)
- Anna e Yusef, regia di Cinzia TH Torrini – miniserie TV (2015)
- Il sistema – serie TV, 6 episodi (2016)
- Prima che la notte, regia di Daniele Vicari – film TV (2018)
- Mina Settembre – serie TV (2021)
- Guida astrologica per cuori infranti – serie TV, 12 episodi (2021-2022)
- Non ci resta che il crimine - La serie, regia di Massimiliano Bruno e Alessio Maria Federici (2023)
- Il clandestino, regia di Rolando Ravello - serie TV (2024)